# Tandilia dorini
Tandilia dorini là một loài bướm đêm trong họ Noctuidae.